# Sticks and Stones (Cher Lloyd)
Sticks and Stones (Sticks + Stones als Europese uitgave en Sticks & Stones als Amerikaanse en Australische uitgave) is het eerste studioalbum van de Engelse singer-songwriter Cher Lloyd. Het album werd uitgebracht op 7 november 2011 via Syco Music. Sticks and Stones was Lloyds eerste officiële muziekuitgave nadat zij een jaar eerder als vierde was geëindigd in de Britse versie van The X Factor. Lloyd werkte met verschillende producenten en songwriters voor haar eerste album, waaronder The Runners, Kevin Rudolf en Savan Kotecha. Lloyd schreef mee met vijf liedjes. Lloyd noemde haar album zelf een "jukebox".
Het album werd in de Verenigde Staten uitgebracht op 2 oktober 2012 onder Epic Records. Sticks + Stones kwam binnen op nummer vier in het Verenigd Koninkrijk, waar het 55.668 exemplaren verkocht, en op nummer negen in de Verenigde Staten, waar het rond de 33.000 exemplaren verkocht. Het album kreeg gemengde recensies van muziekrecensenten. Van het album zijn meer dan 250.000 exemplaren verkocht in het Verenigd Koninkrijk, en meer dan 200.000 in de Verenigde Staten.
De eerste single van het album, Swagger Jagger, werd op 29 juli 2011 uitgebracht. De single piekte op nummer twee in de Irish Singles Chart en stond op nummer een in de Schotse en Britse Singles Chart. "With Ur Love" werd bevestigd als de tweede single van het album en werd uitgebracht op 30 oktober 2011, en werd Lloyd's tweede opeenvolgende topvijf nummer in beide landen, piekend op nummer vier en vijf in het Verenigd Koninkrijk en Ierland. "Want U Back", in samenwerking met de Amerikaanse rapper Astro, werd uitgebracht als derde single op 19 februari 2012.

## Achtergrond en ontwikkeling
Na de finale van het zevende seizoen van The X Factor, werd bekend dat Lloyd een platencontract met Syco Records had gesloten. Geruchten gingen snel de ronde dat songwriter Autumn Rowe en producer RedOne bezig waren met Lloyd's debuutalbum. Op 28 juli 2011 bracht Lloyd vijf nummers van haar album ten gehore tijdens een UStream sessie, waaronder nummers in samenwerking met Busta Rhymes, Mike Posner, Ghetts, Mic Righteous en Dot Rotten. In december maakte Lloyd samen met de Amerikaanse rapper Astro een remix van "Want U Back". Lloyd sloot een platencontract met Epic Records in de Verenigde Staten. Om Sticks and Stones onder de aandacht te brengen, ging Lloyd op haar eerste tournee, de Sticks and Stones Tour. Tijdens haar tournee, die in maart 2012 begon, bezocht ze verschillende podia in het Verenigd Koninkrijk.

## Singles
- "Swagger Jagger", de leadsingle van het album, lekte op het internet op 15 juni 2011.[7] De single kwam uit op 31 juli 2011, en bereikte de eerste plaats in de UK Singles Chart op 7 augustus 2011. In december 2011 was de single al meer dan 220.000 keer verkocht.[8]
- "With Ur Love", de tweede single van het album, is in samenwerking met de Amerikaanse zanger Mike Posner. De single werd uitgebracht op 30 oktober 2011. Het piekte op nummer vijf in Ierland, nummer vier in het Verenigd Koninkrijk en nummer drie in Schotland. Sindsdien is het nummer al meer dan 200.000 keer verkocht. Een soloversie van het nummer, zonder Mike Posner, was de derde single van het Amerikaanse album. Ook werd er een andere video voor opgenomen.[9]
- "Want U Back" werd uitgebracht als de derde officiële single van het album. Het nummer is meer dan 120.000 keer verkocht in het Verenigd Koninkrijk. De Britse versie is in samenwerking met de Amerikaanse rapper Astro.[10] De single werd uitgebracht op 19 februari 2012.[11] Een soloversie van het nummer, zonder Astro, werd Lloyd's debuutsingle in de Verenigde Staten. Het nummer werd daar uitgebracht onder Epic Records, gerund door haar manager L.A. Reid.[12] De single werd meer dan 2 miljoen keer verkocht, waardoor het de status van dubbel-platina behaalde in Amerika. Want U Back was dan ook Lloyds succesvolste single tot dan toe.
- "Oath", geproduceerd door Dr. Luke en Cirkut, werd op 4 oktober 2012 uitegebracht als de tweede Amerikaanse single. Het nummer is in samenwerking met de Amerikaanse rapper-songwriter Becky G. Het nummer werd meer dan 500.000 keer verkocht in de Verenigde Staten, waardoor het de status goud behaalde. Het nummer werd alleen in de Verenigde Staten, Canada, Australië en Nieuw-Zeeland uitgebracht als single.

## Tracklist

### Sticks + Stones
| 1.                 | Grow Up (samen met Busta Rhymes)                                 | Cher Lloyd, Kevin Rudolf, Jacob Kasher, Savan Kotecha, Andrew Harr, Jermaine Jackson, Trevor Smith | Kevin Rudolf, The Runners          | 3:00 |
| 2.                 | Want U Back                                                      | Savan Kotecha, Shellback                                                                           | Shellback                          | 3:34 |
| 3.                 | With Ur Love (samen met Mike Posner)                             | Shellback, Max Martin, Savan Kotecha, Mike Posner                                                  | Shellback                          | 3:45 |
| 4.                 | Swagger Jagger                                                   | Lloyd, Autumn Rowe, Jackson, Harr, Andre Davidson, Sean Davidson, The Monsters & The Strangerz     | The Runners, The Monarch           | 3:12 |
| 5.                 | Beautiful People (samen met Carolina Liar)                       | Chad Wolfinbarger, Alexander Kronlund, Tom Hamilton                                                | Shellback, Max Martin              | 3:31 |
| 6.                 | Playa Boi                                                        | RedOne, AJ Junior, Johnny Powers, Neneh Cherry, Cameron McVey, James Philip Morgan, Philip Ramocon | Redone, Johnny Powers              | 2:52 |
| 7.                 | Superhero                                                        | Michael Perry                                                                                      | Jukebox                            | 3:28 |
| 8.                 | Over the Moon                                                    | Lloyd, Kotecha, RedOne, AJ Junior, Bilal Hajji, Eric Sanicola                                      | RedOne, Eric Sanicola, Jimmy Joker | 2:58 |
| 9.                 | Dub on the Track (samen met Mic Righteous, Dot Rotten en Ghetts) | Lloyd, Livvi Franc, Toby Gad                                                                       | Gad                                | 3:53 |
| 10.                | End Up Here                                                      | Lloyd                                                                                              | Jukebox                            | 3:30 |
| Totale duur: 33:41 |                                                                  | |                                    |      |

| 11.                | Stay | Siobhan Fahey, Marcella Detroit, Jean Guiot | Shakespears Sister, Chris Thomas | 3:10 |
| Totale duur: 36:49 |      |                                             |                                  |      |

| 11.                | Talkin' That | Lloyd, Andrew Harr, Marcus Lomax, Autumn Rowe, Jermaine Jackson, Clarence Coffee Jr. | The Runners | 3:20 |
| Totale duur: 37:01 |              |                                                                                      |             |      |

| Nr. | Titel                                      | Schrijver(s) | Duur |
| --- | ------------------------------------------ | ------------ | ---- |
| 11. | Behind the Scenes Photo Shoot (Featurette) |              | 5:04 |
| 12. | With Ur Love (Music Video)                 |              | 3:48 |

### Sticks & Stones
| Nr. | Titel                                      | Schrijver(s)                                                                                             | Producer(s)               | Duur |
| --- | ------------------------------------------ | --- | ------------------------- | ---- |
| 1.  | Want U Back                                | Savan Kotecha, Shellback                                                                                 | Shellback                 | 3:34 |
| 2.  | Grow Up (samen met Busta Rhymes)           | Cher Lloyd, Kevin Rudolf, Jacob Kasher, Savan Kotecha, Andrew Harr, Jermaine Jackson, Trevor Smith       | Kevin Rudolf, The Runners | 3:00 |
| 3.  | With Ur Love                               | Shellback, Max Martin, Savan Kotecha, Mike Posner                                                        | Shellback                 | 3:22 |
| 4.  | Behind the Music                           | Jon Levine, Anjulie Persaud                                                                              | Jon Levine                | 3:35 |
| 5.  | Oath (samen met Becky G)                   | Lloyd, Lukasz Gottwald, Henry Walter, Rebecca Gomez, Ammar Malik, Dan Omelio                             | Dr Luke, Cirkut, Robopop  | 3:38 |
| 6.  | Swagger Jagger                             | Lloyd, Autumn Rowe, Jackson, Harr, Andre Davidson, Sean Davidson, The Monsters & The Strangerz           | The Runners, The Monarch  | 3:12 |
| 7.  | Beautiful People (samen met Carolina Liar) | Chad Wolfinbarger, Alexander Kronlund, Tom Hamilton                                                      | Shellback, Max Martin     | 3:31 |
| 8.  | Playa Boi                                  | Nadir Khayat, AJ Junior, Johnny Powers, Neneh Cherry, Cameron McVey, James Philip Morgan, Philip Ramocon | RedOne, Johnny Powers     | 2:52 |
| 9.  | Superhero                                  | Michael Perry                                                                                            | Jukebox                   | 3:28 |
| 10. | End Up Here                                | Lloyd, Jackson                                                                                           | Jukebox                   | 3:30 |

| Nr. | Titel                                      | Schrijver(s)                                                                                             | Producer(s)               | Duur |
| --- | ------------------------------------------ | --- | ------------------------- | ---- |
| 1.  | Want U Back                                | Savan Kotecha, Shellback                                                                                 | Shellback                 | 3:34 |
| 2.  | Grow Up (samen met Busta Rhymes)           | Cher Lloyd, Kevin Rudolf, Jacob Kasher, Savan Kotecha, Andrew Harr, Jermaine Jackson, Trevor Smith       | Kevin Rudolf, The Runners | 3:00 |
| 3.  | With Ur Love                               | Shellback, Max Martin, Savan Kotecha, Mike Posner                                                        | Shellback                 | 3:22 |
| 4.  | Behind the Music                           | Jon Levine, Anjulie Persaud                                                                              | Jon Levine                | 3:35 |
| 5.  | Swagger Jagger                             | Lloyd, Autumn Rowe, Jackson, Harr, Andre Davidson, Sean Davidson, The Monsters & The Strangerz           | The Runners, The Monarch  | 3:12 |
| 6.  | Beautiful People (samen met Carolina Liar) | Chad Wolfinbarger, Alexander Kronlund, Tom Hamilton                                                      | Shellback, Max Martin     | 3:31 |
| 7.  | Playa Boi                                  | Nadir Khayat, AJ Junior, Johnny Powers, Neneh Cherry, Cameron McVey, James Philip Morgan, Philip Ramocon | RedOne, Johnny Powers     | 2:52 |
| 8.  | Superhero                                  | Michael Perry                                                                                            | Jukebox                   | 3:28 |
| 9.  | Dub on the Track (soloversie)              | Lloyd, Toby Gad                                                                                          | Gad                       | 3:16 |
| 10. | End Up Here                                | Lloyd, Jackson                                                                                           | Jukebox                   | 3:30 |

| 11.                | Riot! | Jon Levine, Ali Tamposi, Frankie Storm, Marissa Jack | Jon Levine | 3:05 |
| Totale duur: 36:55 |       |                                                      |            |      |

| Nr. | Titel                              | Schrijver(s)                                 | Producer(s) | Duur |
| --- | ---------------------------------- | -------------------------------------------- | ----------- | ---- |
| 11. | Want U Back (samen met Snoop Dogg) | Savan Kotecha, Shellback, Calvin Broadus Jr. | Shellback   | 3:44 |

| Nr. | Titel         | Schrijver(s)                                                                         | Producer(s)                        | Duur |
| --- | ------------- | ------------------------------------------------------------------------------------ | ---------------------------------- | ---- |
| 11. | Talkin' That  | Lloyd, Andrew Harr, Marcus Lomax, Autumn Rowe, Jermaine Jackson, Clarence Coffee Jr. | The Runners                        | 3:20 |
| 12. | Over the Moon | Lloyd, Kotecha, RedOne, Junior, Hajji, Eric Sanicola                                 | RedOne, Eric Sanicola, Jimmy Joker | 2:59 |

| Nr. | Titel                                 | Schrijver(s)                                                                        | Producer(s)                              | Duur |
| --- | ------------------------------------- | ----------------------------------------------------------------------------------- | ---------------------------------------- | ---- |
| 11. | Talkin' That                          | Lloyd, Andrew Harr, Marcus Lomax,Autumn Rowe, Jermaine Jackson, Clarence Coffee Jr. | The Runners                              | 3:20 |
| 12. | Over the Moon                         | Lloyd, Kotecha, RedOne, Junior, Hajji, Eric Sanicola                                | Redone, Eric Sanicola, Jimmy Joker       | 2:59 |
| 13. | Swagger Jagger (Dillon Francis remix) | Lloyd, Autumn Rowe, Jackson, Harr, Andre Davidson, Sean Davidson, The Strangerz     | The Runners, The Monarch, Dillon Francis | 5:06 |
| 14. | Swagger Jagger (Wideboys Radio Edit)  | Lloyd, Autumn Rowe, Jackson, Harr, Andre Davidson, Sean Davidson, The Strangerz     | The Runners, The Monarch, The Wideboys   | 3:03 |
| 15. | Want U Back (samen met Snoop Dogg)    | Savan Kotecha, Shellback, Calvin Broadus Jr.                                        | Shellback                                | 3:34 |
| 16. | Want U Back (akoestisch)              | Savan Kotecha, Shellback                                                            | Shellback                                | 3:28 |

## Hitnoteringen
| Chart (2012)             | Hoogste positie |
| ------------------------ | --------------- |
| Australian Albums Chart  | 30              |
| Canadian Albums Chart    | 11              |
| Irish Albums Chart       | 7               |
| Japanese Albums Chart    | 46              |
| New Zealand Albums Chart | 31              |
| Scottish Albums Chart    | 2               |
| UK Albums Chart          | 4               |
| U.S. Billboard 200       | 9               |

## Edities
| Regio               | Datum             | Gegevensdrager | Label       |
| ------------------- | ----------------- | -------------- | ----------- |
| Ierland             | 4 november 2011   | Cd, download   | Sony Music  |
| Spanje              | 7 november 2011   | Download       | Syco Music  |
| Verenigd Koninkrijk | 7 november 2011   | Cd, download   | Syco Music  |
| Nieuw-Zeeland       | 20 februari 2012  | Cd, download   | Syco Music  |
| Taiwan              | 21 februari 2012  | Cd, download   | Sony Music  |
| Verenigde Staten    | 25 september 2012 | Lp             | Epic        |
| Verenigde Staten    | 2 oktober 2012    | Cd, download   | Epic        |
| Australië           | 5 oktober 2012    | Cd, download   | Sony Music  |
| Japan               | 23 oktober 2012   | Cd, download   | Sony Music  |
| India               | 9 november 2012   | download       | Epic        |
| Maleisië            | 12 november 2012  | download       | Razor & Tie |